# Paróquias da diocese de Santos
Esta é uma lista de paróquias da diocese de Santos, uma circunscrição territorial da Igreja Católica no estado de São Paulo, Brasil. 
A diocese é dividida em oito regiões pastorais (Santo Centro 1, Santos Centro 2, Santos Orla, São Vicente, Guarujá, Cubatão, Litoral Centro e Litoral Sul), totalizando 53 paróquiase cerca de 84 padres (entre seculares e religiosos) e 35 diáconos permanentes. 
| Região pastoral | Paróquia                                          | Ereção canônica | Observações         |
| --------------- | ------------------------------------------------- | --------------- | ------------------- |
| Santos Centro 1 | Nossa Senhora do Rosário                          | 1545            | Catedral Diocesana  |
| Santos Centro 1 | Jesus Crucificado                                 | 1968            |                     |
| Santos Centro 1 | Sagrada Família                                   | 1968            |                     |
| Santos Centro 1 | Santa Margarida Maria                             | 1977            |                     |
| Santos Centro 1 | Nossa Senhora da Assunção                         | 1987            |                     |
| Santos Centro 1 | São João Batista                                  | 1987            |                     |
| Santos Centro 1 | São Tiago Apóstolo                                | 2011            |                     |
| Santos Centro 1 | Santo Antônio do Valongo                          | 1640            | Santuário           |
| Santos Centro 1 | Nossa Senhora do Monte Serrat                     | 1599            | Santuário Diocesano |
| Santos Centro 2 | Imaculado Coração de Maria                        | 1915            |                     |
| Santos Centro 2 | São José Operário                                 | 1925            |                     |
| Santos Centro 2 | Nossa Senhora Aparecida                           | 1937            |                     |
| Santos Centro 2 | São Judas Tadeu                                   | 1954            |                     |
| Santos Centro 2 | São Benedito                                      | 1971            |                     |
| Santos Centro 2 | São Jorge Mártir                                  | 1971            |                     |
| Santos Centro 2 | Santa Cruz                                        | 1975            |                     |
| Santos Orla     | Santo Antônio do Embaré                           | 1922            | Basílica Menor      |
| Santos Orla     | Nossa Senhora do Rosário de Pompéia               | 1926            |                     |
| Santos Orla     | Nossa Senhora do Carmo                            | 1960            |                     |
| Santos Orla     | Nosso Senhor dos Passos e Nossa Senhora das Dores | 1966            |                     |
| Santos Orla     | Nossa Senhora dos Navegantes                      | 1969            |                     |
| Santos Orla     | Sagrado Coração de Jesus                          | 1971            |                     |
| Santos Orla     | São Paulo Apóstolo                                | 1976            |                     |
| São Vicente     | São Vicente Mártir                                | 1553            |                     |
| São Vicente     | Nossa Senhora das Graças                          | 1952            |                     |
| São Vicente     | Nossa Senhora Aparecida                           | 1968            |                     |
| São Vicente     | Nossa Senhora do Amparo                           | 1969            | Reitoria            |
| São Vicente     | São Pedro, O Pescador                             | 1977            |                     |
| São Vicente     | Nossa Senhora Auxiliadora                         | 1992            |                     |
| São Vicente     | São José de Anchieta                              | 1995            |                     |
| São Vicente     | São João Evangelista                              | 2004            |                     |
| São Vicente     | Nossa Senhora do Perpétuo Socorro                 | 2011            |                     |
| São Vicente     | Cristo Rei                                        | 2014            |                     |
| São Vicente     | Bom Jesus dos Navegantes                          | 2014            | Reitoria            |
| Guarujá         | Nossa Senhora das Graças                          | 1957            |                     |
| Guarujá         | Nossa Senhora de Fátima e Santo Amaro             | 1957            |                     |
| Guarujá         | Santa Rosa de Lima                                | 1971            |                     |
| Guarujá         | Senhor Bom Jesus                                  | 1994            |                     |
| Guarujá         | São João Batista                                  | 1994            |                     |
| Guarujá         | São José                                          | 2016            |                     |
| Cubatão         | Nossa Senhora da Lapa                             | 1937            |                     |
| Cubatão         | São Judas Tadeu                                   | 1961            |                     |
| Cubatão         | São Francisco de Assis                            | 1971            |                     |
| Litoral Centro  | Nossa Senhora Aparecida - Mongaguá                | 1961            |                     |
| Litoral Centro  | Santo Antônio - Praia Grande                      | 1967            |                     |
| Litoral Centro  | Nossa Senhora das Graças - Praia Grande           | 1977            |                     |
| Litoral Centro  | Nossa Senhora Aparecida - Praia Grande            | 2013            |                     |
| Litoral Centro  | São Pedro - Praia Grande                          | 2020            |                     |
| Litoral Sul     | Nossa Senhora da Conceição - Itanhaém             | 1853            |                     |
| Litoral Sul     | São João Batista - Peruíbe                        | 1968            |                     |
| Litoral Sul     | Santa Teresinha - Itanhaém                        | 2007            |                     |
| Litoral Sul     | São José Operário - Peruíbe                       | 2011            |                     |
| Litoral Sul     | Nossa Senhora de Sion - Itanhaém                  | 2012            |                     |

Demais Igrejas não constituídas como Paróquias:
| Região Pastoral | Nome                     | Observações |
| --------------- | ------------------------ | ----------- |
| Santos Orla     | Santo Antônio do Valongo | Santuário   |